# Ахарне (дим)
Ахарне́ (греч. Δήμος Αχαρνών) — община (дим) в Греции. Включает гору Парнис. Входит в периферийную единицу Восточная Аттика в периферии Аттика. Население общины — 106 943 человека по переписи 2011 года. Община является 12-й по численности населения среди общин Греции, 4-й — среди общин Аттики. Площадь — 107,857 квадратного километра. Плотность — 991,53 человека на квадратный километр. Административный центр — город Ахарне. Димархом на местных выборах 2014 года выбран Иоанис Касавос (Ιωάννης Κασσαβός).

## История
Община Ахарне создана в 1835 году (ΦΕΚ 17Α) при первом административном делении Греции. Стала одной из 10 общин, на которые делилась епархия Аттика. В 1836 году (ΦΕΚ 15Α) отделился город Хасья с образованием общины (Δήμος Χασιάς), в 1840 году (ΦΕΚ 22Α) создана община Фили (Δήμος Φυλής), в которую вошла упразднённая община Ахарне. В 1858 году (ΦΕΚ 26Α) община Ахарне вновь создана. В 1912 году (ΦΕΚ 262Α) создано сообщество Мениди, а община Ахарне упразднена. В сообщество Мениди вошли города Мениди, Каматерон, Варимбопи и Татой. В 1915 году (ΦΕΚ 149Α) сообщество было переименовано в Ахарне. В том же году (ΦΕΚ 475Α) отделился Каматерон и присоединился к общине Афинам. В 1946 году (ΦΕΚ 16Α) сообщество было признано как община. В 1947 году (ΦΕΚ 289Α) от общины отделился Бафи, в 1967 году (ΦΕΚ 15Α) — Зефирион, в 1979 году (ΦΕΚ 16Α) — Тракомакедонес. В 2010 году (ΦΕΚ 87Α) по программе «Калликратис» в общину вошло сообщество Тракомакедонес.

## Административное деление

Административное деление общины:
1 — Ахарне
2 — Тракомакедонес

Община (дим) Ахарне делится на 2 общинные единицы.
| Общинная единица | Сообщество     | Население (2011), человек | Площадь, км² |
| ---------------- | -------------- | ------------------------- | ------------ |
| Ахарне           | Ахарне         | 100 743                   | 104,307      |
| Тракомакедонес   | Тракомакедонес | 6200                      | 3,550        |

## Население
| Год  | Население, человек | Население, человек | Население, человек |
| Год  | Ахарне             | Тракомакедонес     | Община Ахарне      |
| ---- | ------------------ | ------------------ | ------------------ |
| 1991 | 61 977             | 3058               |                    |
| 2001 | 77 679             | 4876               |                    |
| 2011 |                    |                    | ↗ 106 943          |